# ユエニ
「ユエニ」は、夏川椎菜の楽曲。作詞は夏川本人が、作曲はシンガーソングライター・作詞作曲家の草野華余子が担当した。

## リリース
7枚目のシングルとして2023年5月17日にミュージックレインから発売された。初回生産限定盤にはミュージック・ビデオを収録したDVDが同梱された。

## 収録曲
| 全作詞: 夏川椎菜。 |                              |           |            |           |      |
| #                  | タイトル                     | 作詞      | 作曲       | 編曲      | 時間 |
| 1.                 | 「ユエニ」                   | 夏川椎菜  | 草野華余子 | eba、岸田 | 3:23 |
| 2.                 | 「だりむくり」               | 夏川椎菜  | 川口圭太   | 川口圭太  | 3:49 |
| 3.                 | 「ユエニ」(Instrumental)     | 夏川椎菜  |            |           | 3:23 |
| 4.                 | 「だりむくり」(Instrumental) | 夏川椎菜  |            |           | 3:47 |
| 合計時間:          | 合計時間:                    | 合計時間: | 合計時間:  | 14:22     |      |

| #  | タイトル                        | 作詞 | 作曲・編曲 |
| -- | ------------------------------- | ---- | ---------- |
| 1. | 「ユエニ」(Music Video)         |      |            |
| 2. | 「ユエニ」(TV SPOT 15sec+30sec) |      |            |